# Вейньєвауде
Вейньєвауде (нід. Wijnjewoude, фриз. Wynjewâld) — село в нідерландській провінції Фрисландія. Входить до муніципалітету Опстерланд.
Його площа становить 28,64км², а населення станом на 2021 рік складало 2 055 осіб.
Утоврилося злиттям Дюрсвауде і Вейньєтерпа, двох сіл, що утворилися у пізньому середньовіччі. Вони активно розширювалися після Другої світової війни і формально злилися в один населений пункт 1974 року.

## Галерея

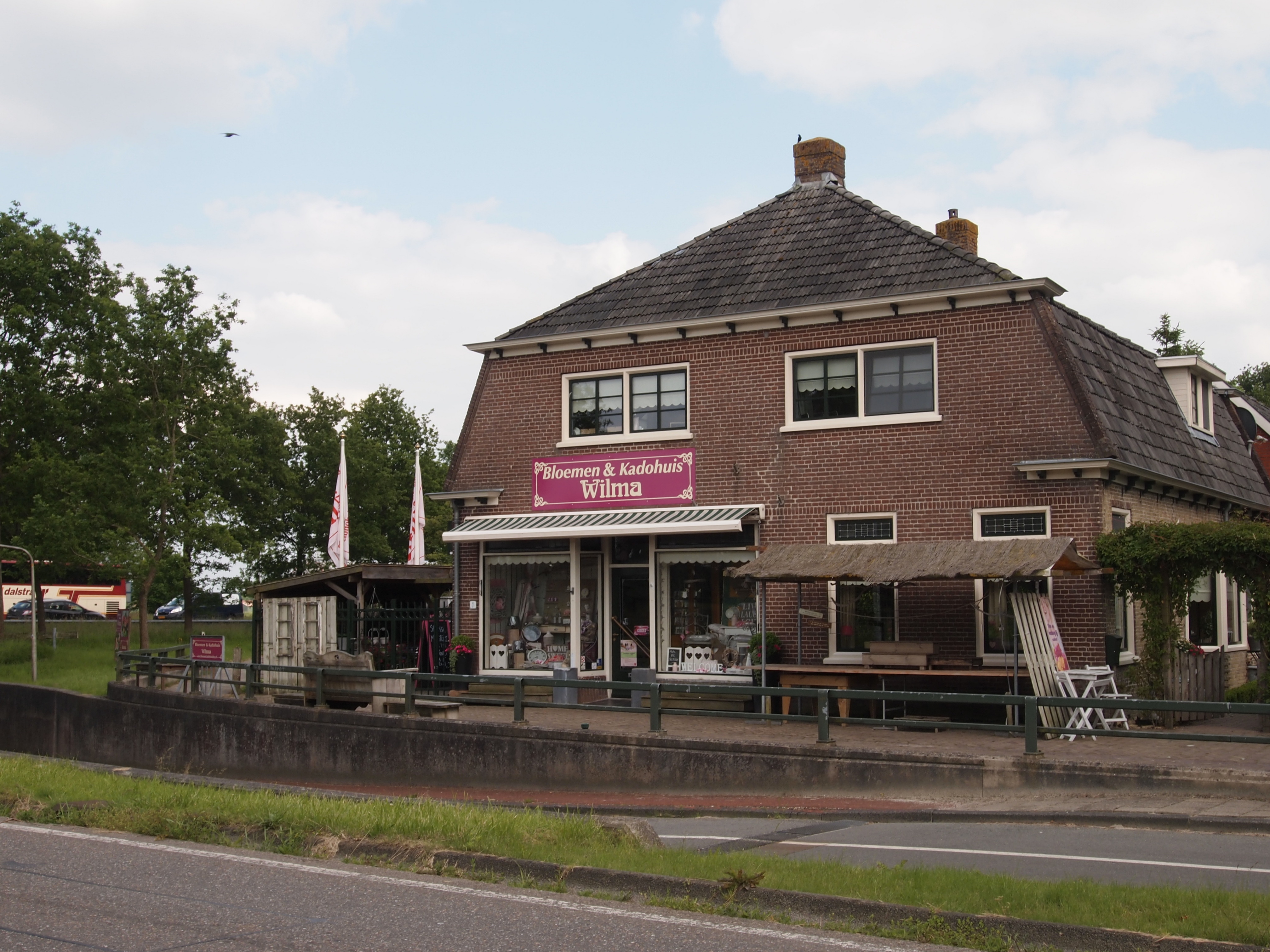
Магазин квітів і подарунків
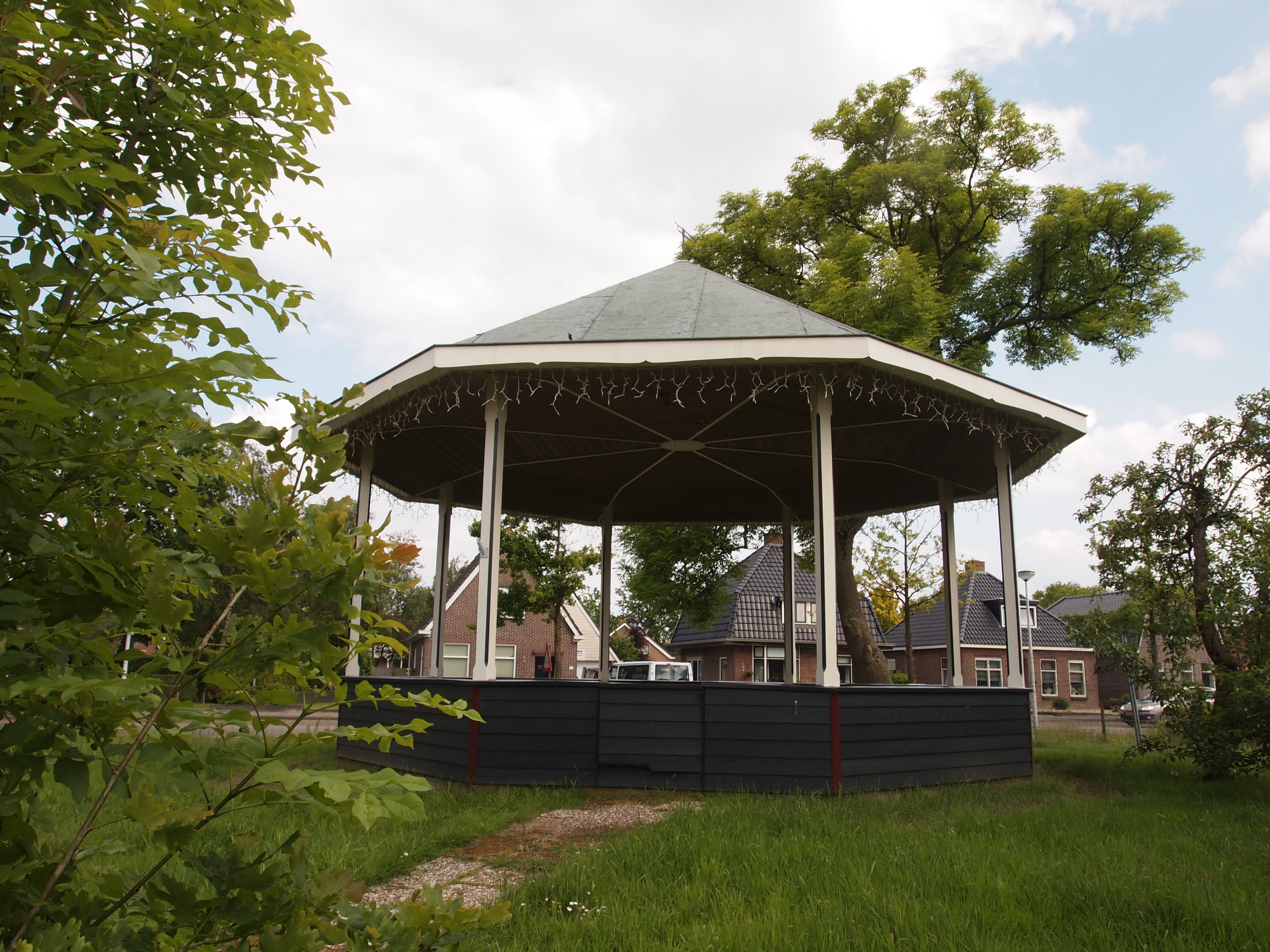
Музичний майданчик
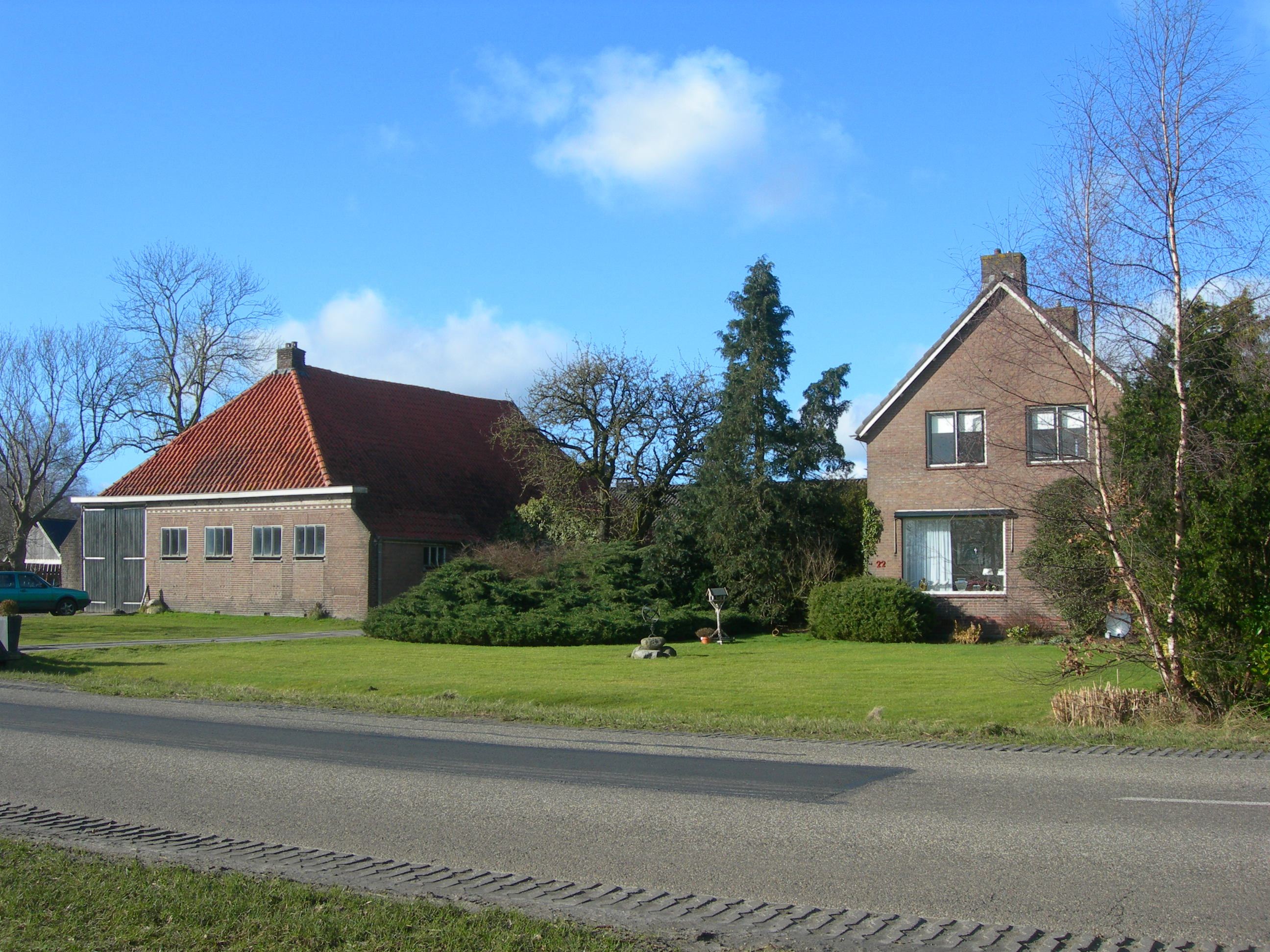
Ферма у Вейньєвауде
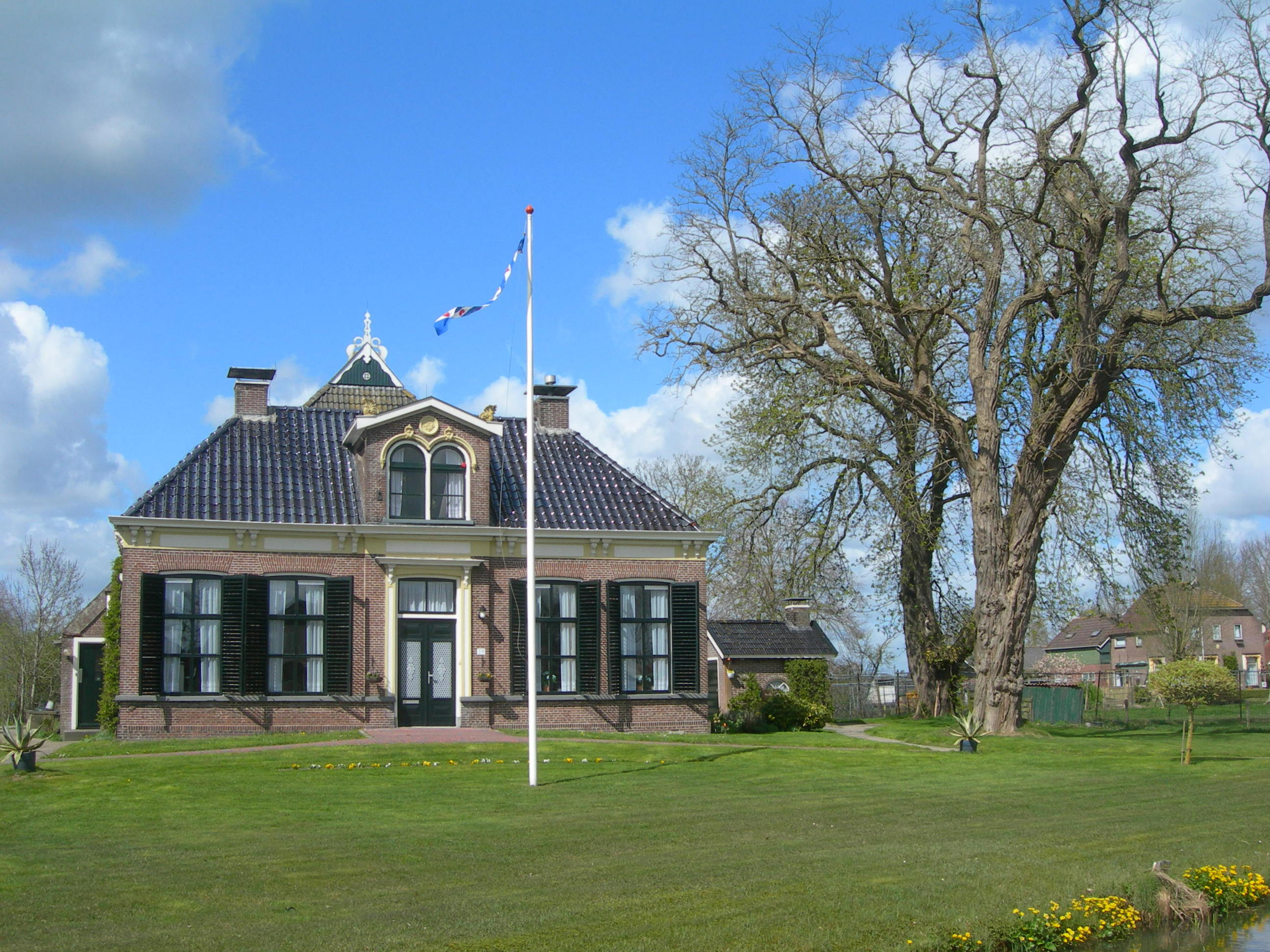
Ферма у Вейньєвауде